# Богородичанская волость (Изюмский уезд)
Богородичанская во́лость — историческая административно-территориальная единица Изюмского уезда Харьковской губернии с волостным правлением в селе Богородичное.
По состоянию на 1885 год состояла из 5 поселений, 4 сельских общины. Население — 4265 человек (2387 человек мужского пола и 1878 — женского), 758 дворовых хозяйств.
|                       | Площадь | В т.ч. пахотной |
| --------------------- | ------- | --------------- |
| Сельских общин        | 3538    | 3132            |
| Частной собственности | 5220    | 921             |
| Другой собственности  | 740     | 375             |
| В целом               | 9498    | 4428            |

Основные поселения волости:
- Богородичное - бывшее владельческое село при реке Северский Донец в 30 верстах от уездного города, 354 двора, 2781 житель. В селе волостное правление, православная церковь, 3 лавки, базар по четвергам, 2 ярмарки. В 3 верстах - монастырь с 6 православными церквями, 2 лавки и больница. В 2 верстах - православная церковь, 4 кирпичных завода. В 5 верстах - часовня, школа. В 5 верстах - православная церковь. В 7 верстах - лесопильный завод.[1]
- Банное - бывшее владельческое село при реке Северский Донец, 92 двора, 407 жителей. В селе православная церковь, лавка, ярмарка (1 октября).[1]
- Голая Долина - бывшее владельческое село, 135 дворов, 676 жителей. В селе православная церковь, почтовая станция, постоялый двор, лавка.[1]
- Татьяновка - бывшая владельческая деревня при реке Северский Донец, 96 дворов, 424 жителя. В деревне лавка.[1]

Храмы волости:
- Скорбященская церковь в селе Богородичном.[2]
- Георгиевская церковь в селе Голая Долина.[2]